# James V. Monaco

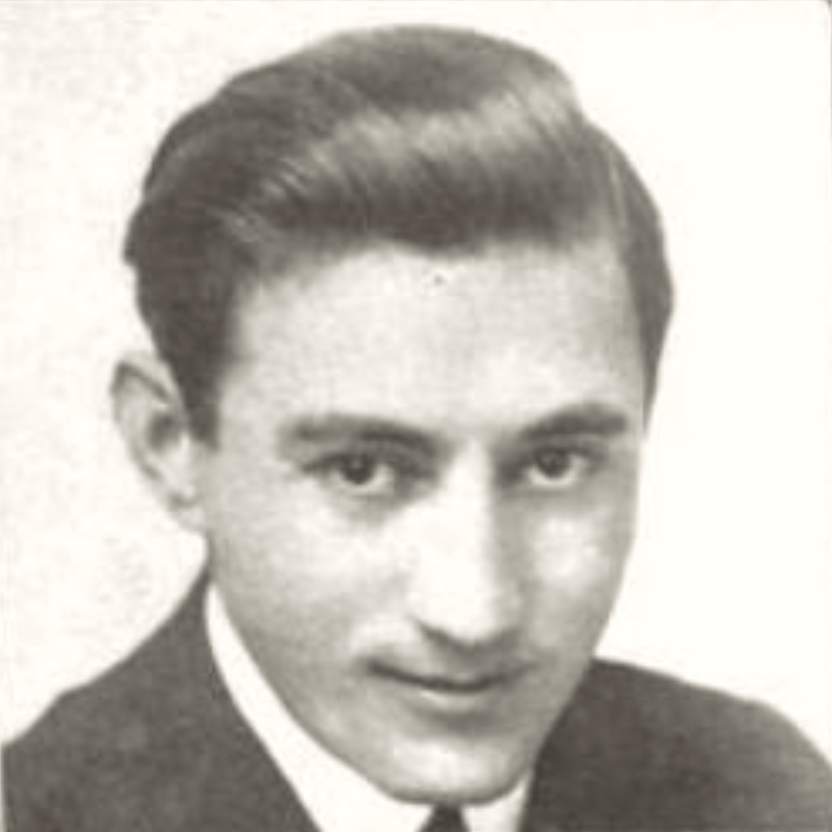
James V. Monaco

James Vincent Monaco (13 de janeiro de 1885 – 16 de outubro de 1945) foi um compositor de música popular norte-americano, nascido na Itália. Foi nomeado quatro vezes para o Oscar de melhor canção original.
Monaco nasceu em Fórmias, Itália; sua família emigrou para Albany, Nova Iorque, quando ele tinha seis anos. Primeira música bem-sucedida de Monaco, "Oh, You Circus Day" foi destaque em uma produção de Broadway em 1912.
Em 1970, ele foi posteriormente introduzido no Songwriters Hall of Fame.
Monaco morreu em Beverly Hills, Califórnia, no 16 de outubro de 1945. Ele tinha 60 anos.